# Ambachew Mekonnen
Ambachew Mekonnen (em 
ge'ez: አምባቸው መኮንን; c. 1971 – 22 de junho de 2019) foi um político e economista etíope que serviu como presidente da região de Amhara, na Etiópia, de março de 2019 até seu assassinato em uma tentativa de golpe em 22 de junho de 2019.

## Carreira
Antes de sua nomeação como presidente da Região de Amhara, atuou em várias funções, incluindo o Ministério da Habitação e Desenvolvimento Urbano. Também atuou como consultor de infraestrutura no gabinete do Primeiro-Ministro antes de sua seleção como presidente regional em 6 de março de 2019, substituindo Gedu Andargachew.

## Morte
Ambachew foi morto a tiros em 22 de junho de 2019 em Bahir Dar, Etiópia, por um suposto esquadrão de assassinos durante uma tentativa de golpe na região de Amhara. Seu assessor também foi morto.